# Viscum
Viscum L. è un genere di piante della famiglia delle Santalacee.

## Tassonomia
Il genere comprende le seguenti specie:
- Viscum acaciae Danser
- Viscum album L.
- Viscum ambongoense Balle
- Viscum angulatum B.Heyne ex DC.
- Viscum apiculatum Lecomte
- Viscum articulatum Burm.f.
- Viscum bagshawei Rendle
- Viscum bancroftii Blakely
- Viscum bandipurense Thriveni, Shivam., Amruthesh, Vijay & Sadanand
- Viscum birmanicum Gand.
- Viscum boivinii Tiegh.
- Viscum calcaratum Lecomte ex Balle
- Viscum calvinii Polhill & Wiens
- Viscum capense L.f.
- Viscum capitellatum Sm.
- Viscum ceibarum Balle
- Viscum chyuluense Polhill & Wiens
- Viscum coloratum (Kom.) Nakai
- Viscum combreticola Engl.
- Viscum congdonii Polhill & Wiens
- Viscum congolense De Wild. & T.Durand
- Viscum continuum E.Mey. ex Sprague
- Viscum coursii Balle
- Viscum crassulae Eckl. & Zeyh.
- Viscum cruciatum Sieber ex Boiss.
- Viscum cuneifolium Baker
- Viscum cylindricum Polhill & Wiens
- Viscum decaryi Lecomte
- Viscum decurrens (Engl.) Baker & Sprague
- Viscum dielsianum Dinter ex Neusser
- Viscum diospyrosicola Hayata
- Viscum dryophilum Rech.f.
- Viscum echinocarpum Baker
- Viscum engleri Tiegh.
- Viscum exiguum Polhill & Wiens
- Viscum exile Barlow
- Viscum fargesii Lecomte
- Viscum fastigiatum Balle
- Viscum fischeri Engl.
- Viscum goetzei Engl.
- Viscum grandicaule Polhill & Wiens
- Viscum griseum Polhill & Wiens
- Viscum hainanense R.L.Han & D.X.Zhang
- Viscum hexapterum Balle
- Viscum heyneanum DC.
- Viscum hildebrandtii Engl.
- Viscum hoolei (Wiens) Polhill & Wiens
- Viscum indosinense Danser
- Viscum iringense Polhill & Wiens
- Viscum itrafanaombense Balle
- Viscum junodii (Tiegh.) Engl.
- Viscum katikianum Barlow
- Viscum liquidambaricola Hayata
- Viscum littorum Polhill & Wiens
- Viscum longiarticulatum Engl.
- Viscum longipetiolatum Balle
- Viscum lophiocladum Baker
- Viscum loranthi Elmer
- Viscum loranthicola Polhill & Wiens
- Viscum luisengense Polhill & Wiens
- Viscum macrofalcatum R.L.Han & D.X.Zhang
- Viscum malurianum Sanjai & N.P.Balakr.
- Viscum menyharthii Engl. & Schinz
- Viscum meyeri Sosnovsky, Krasyl. & Nachychko
- Viscum minimum Harv.
- Viscum monoicum Roxb. ex DC.
- Viscum multicostatum Baker
- Viscum multiflorum Lecomte
- Viscum multinerve (Hayata) Hayata
- Viscum multipedunculatum Lecomte
- Viscum myriophlebium Baker
- Viscum mysorense Gamble
- Viscum nepalense Spreng.
- Viscum nudum Danser
- Viscum obovatum Harv.
- Viscum obscurum Thunb.
- Viscum oreophilum Wiens
- Viscum orientale Willd.
- Viscum ovalifolium Wall. ex DC.
- Viscum pauciflorum L.f.
- Viscum pentanthum Baker
- Viscum perrieri Lecomte
- Viscum petiolatum Polhill & Wiens
- Viscum radula Baker
- Viscum ramosissimum Roxb. ex DC.
- Viscum rhipsaloides Baker
- Viscum roncartii Balle
- Viscum rotundifolium L.f.
- Viscum sahyadricum Sardesai, S.P.Gaikwad & S.R.Yadav
- Viscum schaeferi Engl. & K.Krause
- Viscum schimperi Engl.
- Viscum scurruloideum Barlow
- Viscum semialatum Lecomte
- Viscum songimveloensis Oosth. & K.Balkwill
- Viscum stenocarpum Danser
- Viscum subracemosum Sanjai & N.P.Balakr.
- Viscum subserratum Schltr.
- Viscum subverrucosum Polhill & Wiens
- Viscum tenue Engl.
- Viscum tieghemii Balle
- Viscum trachycarpum Baker
- Viscum triflorum DC.
- Viscum trilobatum Talbot
- Viscum tsaratananense Lecomte
- Viscum tsiafajavonense Balle
- Viscum tuberculatum A.Rich.
- Viscum verrucosum Harv.
- Viscum vohimavoense Balle
- Viscum whitei Blakely
- Viscum wrayi King ex Gamble
- Viscum yunnanense H.S.Kiu